# Hettienne Park

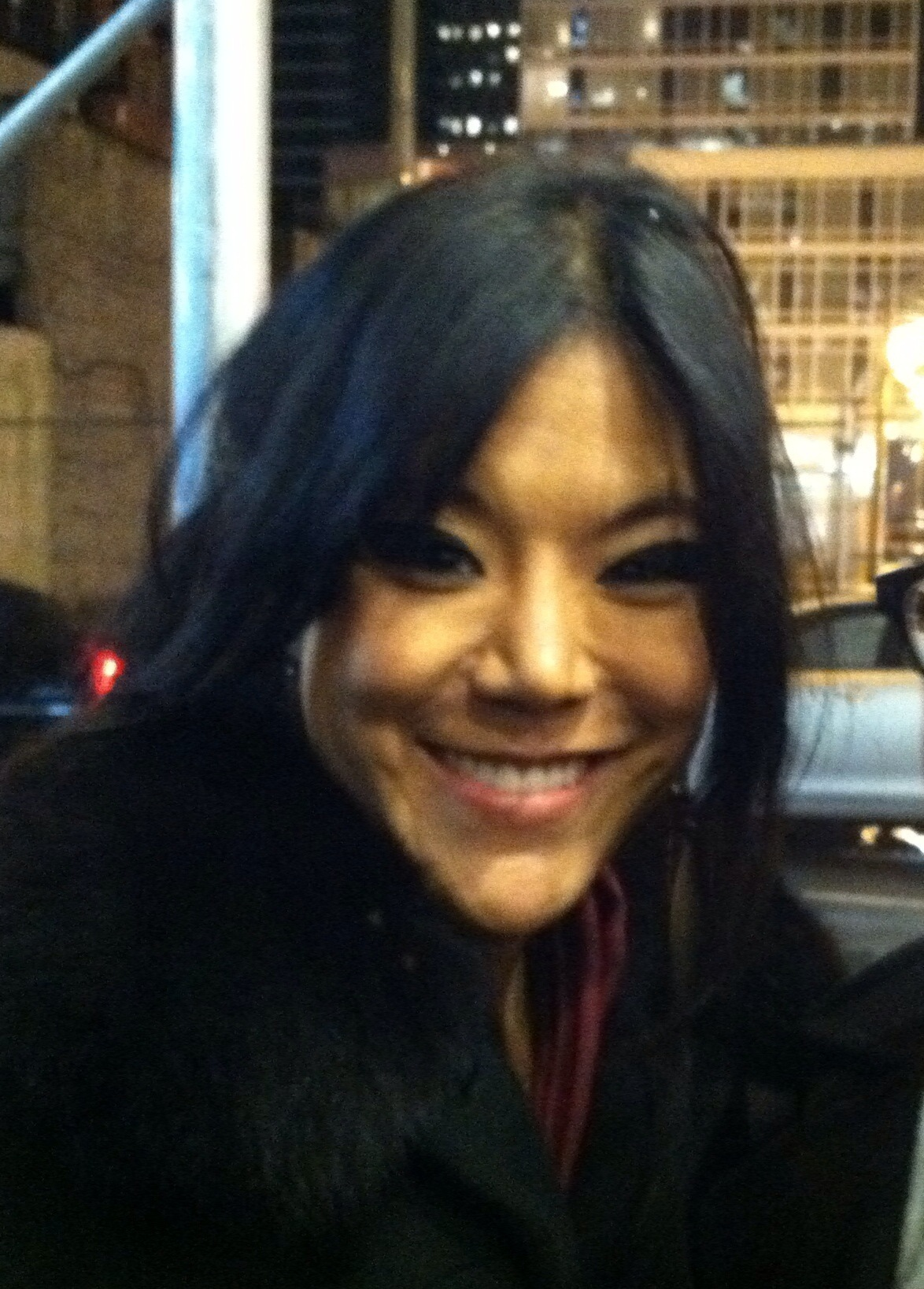
Hettienne Park (2012)

Hettienne Park (* 7. März 1983 in Boston, Massachusetts) ist eine US-amerikanische Schauspielerin.

## Leben
Park studierte zunächst an der Longy School of Music und der New England Conservatory klassische Flöte und Klavier, um anschließend an der University of Rochester einen Bachelor in Wirtschaft und Religion zu machen. Danach zog es sie nach New York City, wo sie im William Esper Studio eine Schauspielausbildung absolvierte. Ihr Filmdebüt gab sie mit einer kleinen Rolle 2007 in Never Forever von Gina Kim.
2011 gab sie ihr Broadwaydebüt in Seminar. 2013 bis 2014 spielte sie in der Fernsehserie Hannibal an der Seite von Mads Mikkelsen und Hugh Dancy.

## Filmografie (Auswahl)
- 2005–2007: The In-Betweens of Holly Malone (Fernsehserie, 4 Episoden)
- 2007: Never Forever
- 2007: Year of the Fish
- 2009: Bride Wars – Beste Feindinnen (Bride Wars)
- 2009: Good Wife (Fernsehserie, 1 Episode)
- 2009: Mercy (Fernsehserie, 1 Episode)
- 2011: Young Adult
- 2013–2014: Hannibal (Fernsehserie)
- 2020: The Outsider (Fernsehserie)
- 2021: Don’t Look Up